# Virola obovata
Virola obovata är en tvåhjärtbladig växtart som beskrevs av Adolpho Ducke. Virola obovata ingår i släktet Virola och familjen Myristicaceae. Inga underarter finns listade i Catalogue of Life.